# 우아보에구
우아보에구(Uaboe District)는 나우루 북서부에 위치한 행정구로, 면적은 0.8km2, 인구는 330명이다.

## 지도

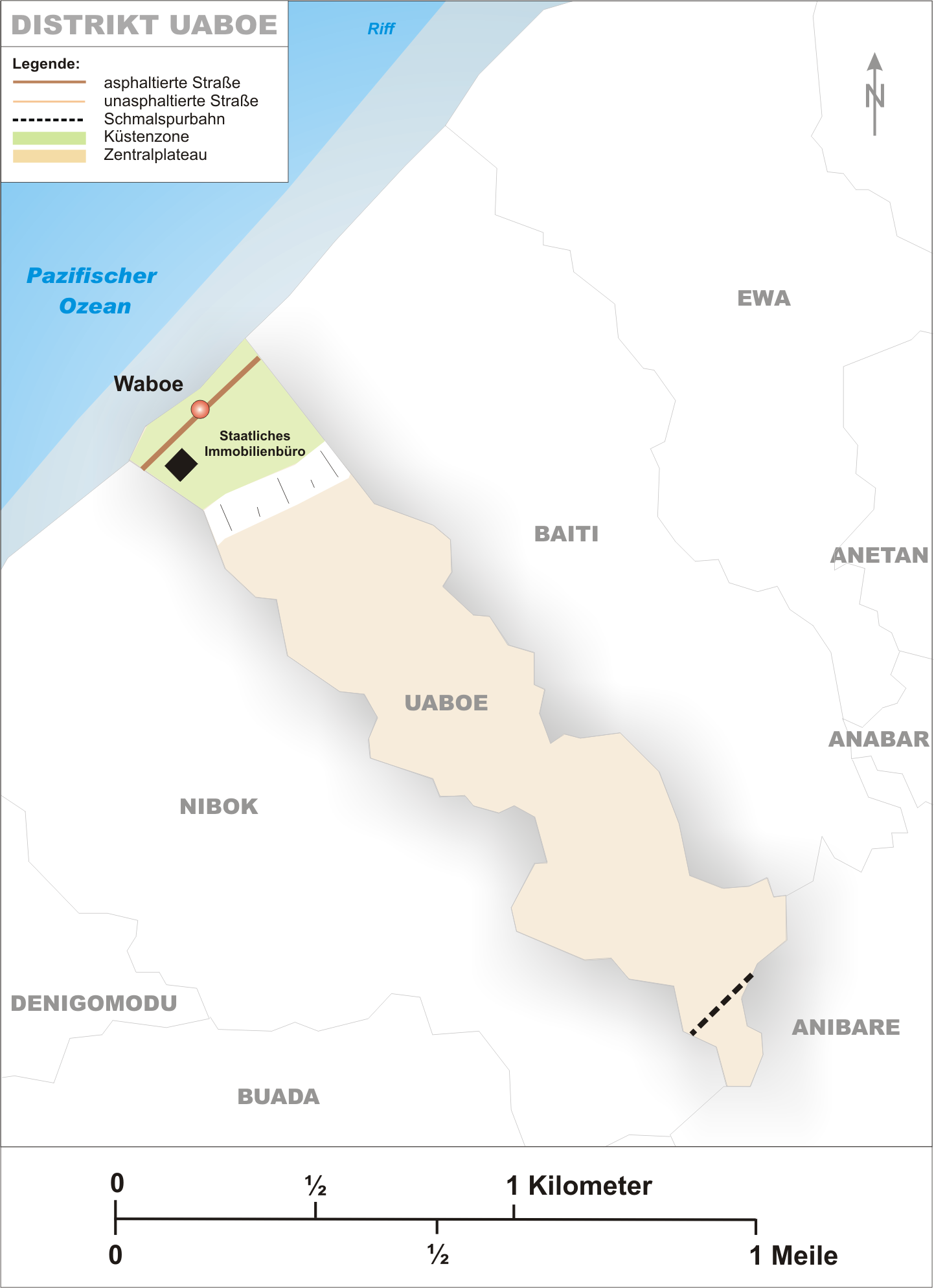
우아보에 구
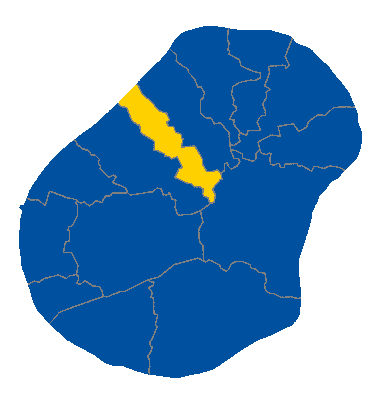
우아보에 구의 위치